# BookTok
BookTok è una sotto-comunità dell'app TikTok che si concentra sui libri e la letteratura. Gli utenti che ne creano dei contenuti fanno video di recensioni, discussioni o meme sui libri che leggono. Questi libri spaziano vari generi, ma la maggior parte degli utenti tende a concentrarsi sulla narrativa young adult, sui fantasy e sui romance. La comunità è entrata nell'attenzione pubblica per avere avuto un impatto sull'editoria e sulle vendite dei libri. Gli utenti di questa comunità sono anche conosciuti come "BookToker".

## Storia
I video pubblicati dagli utenti spaziano nei contenuti, con una grande maggioranza incentrata su recensioni di libri, su consigli di libri, sugli acquisti di libri e sulle sistemazioni delle proprie librerie. Alcuni utenti si concentrano poi su generi specifici, autori LGBTQ, o addirittura pubblicizzano le proprie opere attraverso i loro post, mentre altri pubblicano consigli e raccomandazioni per i libri pubblicati anche anni prima. Gli utenti del BookTok sono prevalentemente adolescenti, e si concentrano prevalentemente sulla narrativa young adult, sui fantasy e sui romance.
Durante la pandemia del 2020, la comunità è cresciuta in popolarità man mano che più BookToker si sono uniti alla tendenza, e diversi account del BookTok hanno ora centinaia di migliaia di seguaci. Entro il 2021, gli editori hanno iniziato a contattare gli utenti più popolari per collaborare con loro e promuovere titoli specifici o offrire libri gratuiti. Nel novembre 2023 è stato riferito che l'#BookTok era stato visto oltre 200 miliardi di volte su TikTok con circa 60 miliardi di video.

## Impatto nelle vendite e nell'editoria
I video di TikTok di utenti che raccomandano libri hanno portato a un significativo aumento delle vendite. Diversi libri hanno raggiunto una posizione nella classifica dei libri più venduti del The New York Times, grazie ai video del BookTok. In alcuni casi, i libri che hanno ricevuto questa spinta nelle vendite erano di quasi un decennio prima, mentre altri libri hanno guadagnato popolarità prima della loro pubblicazione. I libri possono diventare popolari sull'app a causa di un genuino amore per loro da parte dei lettori, o grazie a scandali o meme.
Sia gli autori che gli editori hanno iniziato a notare l'aumento delle vendite dovuto al BookTok. Gli autori hanno iniziato a creare i propri account BookTok, mentre gli editori hanno creato account per la loro azienda e hanno sponsorizzato i BookToker più popolari per promuovere i loro titoli. Alcuni hanno elogiato la comunità per aver sensibilizzato l'opinione pubblica su libri che non sarebbero mai stati commercializzati così pesantemente, come gli autori indipendenti. I grandi editori comprano anche i diritti per pubblicare i libri di autori indipendenti che hanno guadagnato popolarità sull'app. Il romanzo The Atlas Six di Olivie Blake, ad esempio, è stato autopubblicato tramite Kindle nel 2020 ed è diventato un romanzo virale di BookTok. Il romanzo fantasy è stato acquistato da Tor Books e ripubblicato con una revisione nel 2021. Ci sono stati anche casi di autori che hanno ricevuto offerte di pubblicazione per opere inedite che sono diventate virali sull'app, come Lightlark di Alex Aster.
Librerie come Barnes & Noble hanno notato la capacità del BookTok di guidare le vendite e molti dei loro punti vendita hanno scaffali BookTok, con libri popolari sull'app, e la società ha anche una sezione del loro sito dedicata a questi libri. Molti rivenditori vedono il BookTok come un metodo di marketing biologico, in quanto i lettori trovano ciò che sta in tendenza attraverso i post e vogliono leggere i libri per interagire con la comunità. Alcuni membri della comunità sono d'accordo con la sensazione organica del marketing all'interno della comunità, in quanto dà ai lettori un maggiore controllo su quali libri siano popolari. Altri sostengono che può creare una ghettizzazione sui libri che dovrebbero essere letti.